# Trebuchet MS
Trebuchet MS（トレビュシェット エムエス）は、サンセリフ欧文書体のひとつ。ヒューマニスト・サンセリフに分類される。ヴィンセント・コナーレがマイクロソフトのために1996年にデザインした。攻城用兵器トレビュシェットにちなんで名付けられている。